# The Earth Is Not a Cold Dead Place
The Earth Is Not a Cold Dead Place è il terzo album del gruppo statunitense Explosions in the Sky, pubblicato nel 2003 sotto l'etichetta Temporary Residence Limited.

## Tracce
1. First Breath After Coma – 9:33
2. The Only Moment We Were Alone – 10:14
3. Six Days at the Bottom of the Ocean – 8:43
4. Memorial – 8:50
5. Your Hand in Mine – 8:16